# Tok'ra
Tok'ra je v izmišljenem svetu televizijske nanizanke Zvezdnih vrat rasa, ki se je pred 2000 leti odcepila od Goa'uldov, čeprav so v grobem enaki. Za razliko od njih Tok're ne prevzamejo gostitelja s silo ampak se mora le-ta javiti prostovoljno. Obenem tudi ne uporabljajo sarkofagov za podaljševanje življenja (sarkofagi naj bi bili tudi vzrok Goa'uldski aroganci in krutosti), zato morajo vsakih 400 let zamenjati gostitelja, če želijo preživeti. Rasa Tok'ra je ogrožena, zaradi česar se njeni pripadniki skrivajo in gradijo tunele ter vohunijo za Goa'uldi. Goa'ulde pogosto tudi vpletajo v dolgotrajne vojne z namenom da bi jih izčrpali.
Zemlja je z raso Tok'ra sklenila tudi zavezništvo, v katerem pa se dostikrat pojavljajo nesoglasja in nazaupanje. Tok'ra so ljudem najbolj zamerili, ker je bil v njihovi akciji na puščavskem planetu ubit Ra. Ta je bil do takrat najmočnejši sistemski lord, njegova smrt pa je porušila dlje časa trajajoče ravnotežje moči sistemskih lordov, ki ga je s svojimi podtalnimi akcijami ves čas ohranjala tudi Tok'ra.
Tok'ra uporablja goa'uldsko tehnologijo, vendar za razliko od Goa'uldov nima močne vojske, zaradi česar se brani s skrivanjem pod površjem planetov ter s spretnim prikrivanjem sledi za sabo.